# Aeroportul Maré
Aeroportul Maré (IATA: MEE, ICAO: NWWR) este un aeroport din Maré⁠(d), Noua Caledonie, Franța ce deservește zona Maré⁠(d). Aeroportul a fost tranzitat în 2022 de 74.208 pasageri. A fost numit după zona deservită.
Situat la o altitudine de 42 m, aeroportul dispune de o singură pistă.